# Peter Mygind
Peter Mygind est un acteur danois né le 28 août 1963 à Frederiksberg au Danemark. 

## Vie professionnelle
Il a notamment participé à la mini-série de Lars von Trier L'Hôpital et ses fantômes et la série politique Borgen, une femme au pouvoir. Il est connu pour la série Nikolaj og Julie (2002), le film Les Soldats de l'ombre (2008) et plus récemment Sa laenge jeg lever (2018) et Last Christmas (2019). Peter Mygind est également scénariste. 

## Vie privée
Il est le fils de l'actrice Jytte Abildstrøm.
Il est marié avec Lise Mühlhausen depuis le 10 août 1996. Le couple a deux enfants.

## Filmographie

### Cinéma
- 1991 : Høfeber (da) d'Annelise Hovmand : Hubert
- 1996 : Krystalbarnet (da) de Peter Thorsboe : Myrdal
- 1997 : Hannibal og Jerry (da) : Le vitrier
- 1997 : Baby Doom (da) : Max, le programmeur informatique
- 2001 : Flyvende farmor (da) : Havnevagt au Grand Belt
- 2001 : Un véritable humain (Et rigtigt menneske) d'Åke Sandgren : Walther, le père de Lisa
- 2006 : Sprængfarlig bombe (da) : Tom Frej
- 2006 : Der var engang en dreng (da) : Snehvides vejservice
- 2008 : Les Soldats de l'ombre d'Ole Christian Madsen : Aksel Winther
- 2009 : Monster Busters (da) : Tom
- 2010 : Min søsters børn vælter Nordjylland (da) de Martin Miehe-Renard (da) : Erik Lund, oncle des enfants
- 2012 : Min søsters børn alene hjemme (da) de Martin Miehe-Renard : Erik Lund, oncle des enfants
- 2012 : Kufferten (da) : L'officier
- 2013 : Un safari en folie ! de Martin Miehe-Renard : Le professeur Erik Lund, oncle des enfants
- 2024 : Les Enquêtes du département V : Promesse (Den grænseløse) d'Ole Christian Madsen

### Séries télévisées
- 2010-2013 : Borgen, une femme au pouvoir (Borgen) : Michael Laugesen
- depuis 2020 : Les Enquêtes de Dan Sommerdahl : Dan Sommerdahl